# Lumbaca-Unayan
Lumbaca-Unayan is een gemeente in de Filipijnse provincie Lanao del Sur in het noorden van het eiland Mindanao. Bij de laatste census in 2007 had de gemeente bijna 12 duizend inwoners.

## Geschiedenis
De gemeente Lumbaca-Unayan is in 2005 ontstaan door afsplitsing van de gemeente Lumbatan

## Geografie

### Bestuurlijke indeling
Lumbaca-Unayan is onderverdeeld in de volgende 9 barangays:
| - Bangon - Beta - Calalon - Calipapa - Dilausan - Dimpaok - Lumbaca-Dilausan - Oriental Beta - Tringun |

Bacolod-Kalawi · Balabagan · Balindong · Bayang · Binidayan · Buadiposo-Buntong · Bubong · Bumbaran · Butig · Calanogas · Ditsaan-Ramain · Ganassi · Kapai · Kapatagan · Lumba-Bayabao · Lumbaca-Unayan · Lumbatan · Lumbayanague · Madalum · Madamba · Maguing · Malabang · Marantao · Marawi · Marogong · Masiu · Mulondo · Pagayawan · Piagapo · Picong · Poona Bayabao · Pualas · Saguiaran · Sultan Dumalondong · Tagoloan II · Tamparan · Taraka · Tubaran · Tugaya · Wao